# Martín Ojeda
Martín Ezequiel Ojeda (Gualeguaychú, 27 novembre 1998) è un calciatore argentino, attaccante dell'Orlando City.

## Caratteristiche tecniche
Ojeda è un'ala da 4-3-3 che preferisce partire largo sulla fascia destra per poi tagliare verso l'area e concludere col suo piede naturale (il sinistro). Dispone anche di un buon fiuto del gol.

## Carriera
Cresciuto nelle giovanili del Ferro Carril Oeste, ha esordito il 3 gennaio 2016 in occasione del match pareggiato 1-1 contro l'Atlético Paraná.

## Statistiche

### Presenze e reti nei club
Statistiche aggiornate al 5 marzo 2018.
| Stagione                  | Squadra                   | Campionato                | Campionato | Campionato | Coppe nazionali | Coppe nazionali | Coppe nazionali | Coppe continentali | Coppe continentali | Coppe continentali | Altre coppe | Altre coppe | Altre coppe | Totale | Totale | Totale |
| Stagione                  | Squadra                   | Comp                      | Pres       | Reti       | Comp            | Pres            | Reti            | Comp               | Pres               | Reti               | Comp        | Pres        | Reti        | Pres   | Reti   |        |
| ------------------------- | ------------------------- | ------------------------- | ---------- | ---------- | --------------- | --------------- | --------------- | ------------------ | ------------------ | ------------------ | ----------- | ----------- | ----------- | ------ | ------ | ------ |
| 2016                      | Ferro Carril Oeste        | BN                        | 20         | 3          | CA              | 1               | 0               |                    | -                  | -                  |             | -           | -           | 21     | 3      |        |
| 2016-2017                 | Ferro Carril Oeste        | BN                        | 23         | 2          | CA              | 1               | 0               |                    | -                  | -                  |             | -           | -           | 24     | 2      |        |
| Totale Ferro Carril Oeste | Totale Ferro Carril Oeste | Totale Ferro Carril Oeste | 43         | 5          |                 | 2               | 0               |                    | -                  | -                  |             | -           | -           | 45     | 5      |        |
| 2017-2018                 | Racing Club               | PD                        | 9          | 0          | CA              | 0               | 0               | CL                 | 0                  | 0                  |             | -           | -           | 9      | 0      |        |
| Totale carriera           | Totale carriera           | Totale carriera           | 52         | 5          |                 | 2               | 0               |                    | 0                  | 0                  |             | -           | -           | 54     | 5      |        |